# 阿拉巴马号
阿拉巴马号（CSS Alabama）是美国内战时期著名战舰，由莱尔德造船厂打造于1862年，退役于1864年。
这艘木制战舰以高级建材打造，价值二十五万美元，非常坚固，塞姆斯称其「轻盈如天鹅」。这艘三桅的蒸汽机帆船速度最快可达十三点五节，能迅捷地摆脱尾随者，迎头赶上目标。这艘战舰全长约七十公尺，船幅九点五公尺，配载八门不同口径的火炮，船上一百四十名船员中大部分为英籍雇员。
阿拉巴马号在长达两年的掠夺战役中击沉共计五十五艘商船，另外俘虏了十艘船只作为战利品。
1863年1月11日，阿拉巴马号在墨西哥湾与北方联邦的炮舰哈特拉斯号（Hatteras）交锋，在短短的十五分钟之内就将对方歼灭，这是联邦战舰唯一的一次于公海上被南方联盟的船舰所击沉。